# Памятник в честь 850-летия Гродно
Памятник в честь 850-летия Гродно — памятник в Гродно, Белоруссия, расположенный на улице Лермонтова, у входа в Каложский парк. Установлен в 1978 году к 850-летию первого упоминания о Гродно в Ипатьевской летописи 1128 года.

## История
Памятник создан из бетона и меди скульптором Г. Буралкиным, архитекторами А. Каралковым , Г. Пешковым и инженером В. Наумовичем . Памятник представляет собой два столба — обелиска высотой 31 м, объединенных в верхней части витражным блоком с изображением цифры «850» .
У основания столбов с западной и восточной сторон в нишах установлены две аллегорические скульптуры высотой 6 м: воин в доспехах и женщина с вышитым полотенцем на руках. Первоначально они были облицованы медью, но в 1990-е годы металл из которого были сделаны фигуры был украден, а скульптуры были заменены на цементные, изменившие свой первоначальный вид.
К памятнику ведет аллея с широким газоном и декоративными фонарями. В начале аллеи установлен камень, на поверхности которого высечена надпись «850-летие».
В 2019 году обсуждалась возможность реконструкции стелы с привлечением средств Евросоюза.